# Pseudosparna pallida
Pseudosparna pallida es una especie de escarabajo longicornio del género Pseudosparna, categorizada en la tribu Acanthocinini, de la subfamilia Lamiinae. Fue descrita por Vlasák & Santos-Silva en 2022.
Mide 6,9 mm de longitud. Se distribuye por América del Sur: Ecuador.